# KNVB Beker 1956/57
Het seizoen 1956/57 van de KNVB Beker was de 40ste editie van de Nederlandse voetbalcompetitie georganiseerd door de Koninklijke Nederlandse Voetbalbond met als inzet de KNVB Beker. Fortuna '54 werd winnaar door in de finale Feijenoord te verslaan. Dit toernooi was het eerste nadat er zes jaar lang geen toernooi was gespeeld door tegenvallende belangstelling. Tot en met de derde ronde was bij een gelijke stand na 90 minuten de uitspelende vereniging geplaatst voor de volgende ronde. Vanaf de vierde ronde werd bij een gelijke stand een tweede wedstrijd gespeeld op het terrein van de vereniging die de eerste wedstrijd uit had gespeeld.
De clubs uit de Eredivisie, Eerste Divisie en Tweede Divisie waren automatisch gekwalificeerd voor de eerste ronde. De amateurclubs konden zich via de voorrondes, die gespeeld werden in de zomermaanden kwalificeren voor het hoofdtoernooi. Dit systeem werd ook bij de volgende twee bekertoernooien toegepast.

## Eerste ronde

### District west 1
| Datum             | Wedstrijd                 | Uitslag       | Scoreverloop |
| ----------------- | ------------------------- | ------------- | --- |
| 19 augustus 1956  | Blauw-Wit – EDO           | 5 – 2 (3 – 1) | 20' Piet Frederiks 1-0, 33' Piet Koekebakker 2-0, Piet Koekebakker 3-0, Jaap Duivenvoorden 3-1, Piet Frederiks 4-1, Hans Spiers 4-2, 90' Herman Koers 5-2 |
| 19 augustus 1956  | DWSV – Stormvogels        | 1 – 3 (0 – 2) | 24' Toon de Boer 0-1, 43' Jan Snoeks 0-2, 55' Jacob Dijkshoorn 0-3, 67' Karel van Steenis 1-3                                                             |
| 19 augustus 1956  | Haarlem – RCH             | 2 – 1 (2 – 0) | André Kamperveen 1-0, André Kamperveen 2-0, Lodewijk van Braam 2-1                                                                                        |
| 19 augustus 1956  | Hilversum – Stichtse Boys | 2 – 2 (1 – 0) | 5' Jozef Siahaya 1-0, 71' van Elk 1-1, 73' Loffeld 1-2, 76' Evert Pluim 2-2                                                                               |
| 19 augustus 1956  | HRC – Alkmaar '54         | 1 – 4 (0 – 3) | 15' Klaas (Kip) Smit 0-1, 30' Klaas (Kip) Smit 0-2, 35' Hein Pitters 0-3, Lou Rijkers (pen) 1-3, 89' Simon Stelling 1-4                                   |
| 19 augustus 1956  | UVS – Velsen              | 5 – 2 (1 – 0) | 1' Hennie Bekkering 1-0, 65' Cor van der Zeeuw 2-0, Coen Rijshouwer 3-0, Jan Bakkum 3-1, 87' Graman 3-2, 88' Coen Rijshouwer 4-2, 89' Gerard Devilee 5-2  |
| 19 augustus 1956  | Velox – 't Gooi           | 1 – 1 (0 – 0) | 52' Cees Houtveen 0-1, 70' Jaap van der Horst 1-1 |
| 19 augustus 1956  | De Volewijckers – VVA     | 4 – 1 (1 – 1) | 16' De Vries 0-1, 30' Otto Polak 1-1, 52' Wout Advocaat 2-1, 80' Otto Polak 3-1, Wout Advocaat 4-1                                                        |
| 19 augustus 1956  | VSV – TYBB                | 3 – 0 (1 – 0) | 12' Johan Planken 1-0, 71' Jeu Sijbers 2-0, Cor van der Hijden 3-0                                                                                        |
| 26 augustus 1956  | Ajax – Zeeburgia          | 6 – 1 (3 – 1) | Wim Bleijenberg 1-0, Loek den Edel 2-0, Gerard van Dijk 3-0, Joop Oldenhoff 3-1, Piet van der Kuil 4-1, Rinus Michels 5-1, Piet van der Kuil 6-1          |
| 26 augustus 1956  | DWS – DWV                 | 1 – 2 (0 – 1) | 20' Jan den Tenter 0-1, 55' Jan Braam 1-1, Jan den Tenter 1-2                                                                                             |
| 26 augustus 1956  | VVB – Volendam            | 1 – 5 (1 – 1) | 27' Steinvoort 1-0, 40' Harmen Veerman 1-1, Dick Tol 1-2, 80' Dick Tol 1-3, 84' Thames Tol 1-4, Jan (Koles) Schilder (pen) 1-5                            |
| 26 augustus 1956  | Zandvoortmeeuwen – ZFC    | 1 – 4 (1 – 2) | 4' Bankie Castien 1-0, Cor Kat 1-1, Cor Kat 1-2, 65' Bert Cornelisse 1-3, 85' Lou de Graaf 1-4                                                            |
| 29 augustus 1956  | DCG – Amsterdam           | 3 – 4 ( – )   | |
| 16 september 1956 | KFC – QSC                 | 2 – 0 (? – 0) | |

### District west 2
| Datum            | Wedstrijd                | Uitslag       | Scoreverloop |
| ---------------- | ------------------------ | ------------- | --- |
| 18 augustus 1956 | Neptunus – Sparta        | 1 – 4 (0 – 2) | 38' Peet Geel 0-1, 39' Wim van der Gijp 0-2, 60' Cor van Krimpen 1-2, 86' Peet Geel 1-3, 88' Tonny van Ede 1-4 |
| 19 augustus 1956 | Blauw Zwart – DHC        | 3 – 1 (0 – 0) | Van Dongen 1-0, Noordervliet 2-0, Dekleermaeker 3-0, G. Vogels (e.d.) 3-1 |
| 19 augustus 1956 | DCV – Excelsior          | 1 – 1 ( – 0)  | 1-0, 90' Gerrie den Hartog 1-1 |
| 19 augustus 1956 | DHL – ONA                | 2 – 3 (1 – 2) | Nuhn (e.d.) 0-1, Van Dam 1-1, Nico Koster 1-2, 75' De Jong 1-3, Jansen 2-3 |
| 19 augustus 1956 | Emma – EBOH              | 1 – 3 ( – )   | |
| 19 augustus 1956 | Flakkee – Hermes DVS     | 1 – 4 (0 – 4) | Frans Mijnsbergen 0-1, Frans van der Burg 0-2, Frans Mijnsbergen 0-3, Cock van der Tuijn 0-4, 70' Kees Jongejan 1-4 |
| 19 augustus 1956 | Fortuna Vl. – Archipel   | 1 – 1 (0 – 0) | 67' Meij 0-1, 70' Gerrit Swaneveld 1-1 |
| 19 augustus 1956 | SVV – Unitas             | 3 – 0 (3 – 0) | 16' Jan Huntink 1-0, 28' Jo Maltha 2-0, 41' Henk Könemann 3-0 |
| 22 augustus 1956 | ADO – Alphen             | 7 – 0 (3 – 0) | 18' Lex Rijnvis 1-0, 28' Karel Jansen 2-0, 38' Karel Jansen 3-0, 55' Theo Timmermans 4-0, 64' Helmut Knollman 5-0, 70' Carol Schuurman 6-0, 80' Carol Schuurman 7-0                                                                        |
| 25 augustus 1956 | Feijenoord – De Musschen | 9 – 3 (4 – 3) | Ab de Kok 0-1, Cor van der Gijp 1-1, Theo Lauwers 1-2, Piet Steenbergen 2-2, Aad Bak 3-2, Daan den Bleijker 4-2, Gerrit Dijkstra 4-3, Henk Schouten 5-3, Henk Schouten 6-3, Cor van der Gijp 7-3, Daan den Bleijker 8-3, Henk Schouten 9-3 |
| 25 augustus 1956 | SVW – D.F.C.             | 1 – 6 (0 – 1) | ? 0-1, Piet Meeusen 0-2, ? 0-3, Joop Viveen 1-3, ? 1-4, Jan de Jager 1-5, Leen Lommers (e.d.) 1-6 |
| 28 augustus 1956 | Xerxes – CVV             | 5 – 2 (5 – 0) | Wilco De Boer 1-0, Kees de Jong 2-0, Hans Rijshouwer 3-0, Hans Rijshouwer 4-0, Jan Middeldorp 5-0, Frans Wuijts 5-1, Bruner 5-2 |
| 8 september 1956 | COAL – SHS               | 0 – 7 (0 – 2) | 3' Arie de Wit 0-1, 30' Arie de Wit 0-2, 47' Jan van Geen 0-3, Arie de Wit 0-4, 75' Piet Grootveld 0-5, Piet Dekker 0-6, Arie de Wit 0-7                                                                                                   |

### District noord
| Datum            | Wedstrijd               | Uitslag       | Scoreverloop |
| ---------------- | ----------------------- | ------------- | --- |
| 18 augustus 1956 | WVV – Velocitas         | 1 – 2 (0 – 2) | Bé Kuiper 0-1, 45' Bé Kuiper 0-2, 47' Reinder Koolhof 1-2                                                                                               |
| 19 augustus 1956 | BNC – Zwolsche Boys     | 1 – 0 (1 – 0) | 15' Hennie van der Veen 1-0 |
| 19 augustus 1956 | GVAV – Hellas VC        | 2 – 1 (2 – 1) | 1' Heiko Wolda 1-0, 15' Henk Medema 2-0, Elsinga (pen) 2-1                                                                                              |
| 19 augustus 1956 | Nieuw Buinen – Go Ahead | 3 – 2 (2 – 1) | 20' Boes 1-0, 24' Fré Mensinga 2-0, 42' Ab van den Berg 2-1, 65' Boon 3-1, 73' Jan Nieuwenhuis 3-2                                                      |
| 19 augustus 1956 | PEC – Nicator           | 2 – 2 (0 – 1) | 43' Smit 0-1, 51' Jan Horst 1-1, 54' Henk Efdé 1-2, 65' Wim Gerritsen 2-2                                                                               |
| 21 augustus 1956 | Heerenveen – Friesland  | 1 – 0 (0 – 0) | 90' Germ Hofma 1-0 |
| 25 augustus 1956 | Leeuwarden – FVC        | 5 – 0 (2 – 0) | 20' Jan Hoekema 1-0, 40' André Hofman 2-0, 60' Jan Hoekema 3-0, Jan Hoekema 4-0, 65' Jan Hoekema 5-0                                                    |
| 26 augustus 1956 | Veendam – Achilles      | 5 – 1 (2 – 0) | Leo Stemkens 1-0, Jan van der Berg 2-0, Leo Stemkens 3-0, Hans Hogenbirk 3-1, Klaas van der Berg 4-1, Klaas van der Berg 5-1                            |
| 28 augustus 1956 | Gruno – Be Quick        | 0 – 7 (0 – 2) | Jenne Smit 0-1, Roel (Izzy) Greving 0-2, Kees van der Leij 0-3, Kees van der Leij 0-4, Kees van der Leij 0-5, Kees van der Leij 0-6, Klaas Lugthart 0-7 |

### District oost
| Datum            | Wedstrijd                   | Uitslag        | Scoreverloop |
| ---------------- | --------------------------- | -------------- | --- |
| 19 augustus 1956 | SC Dieren – HVC             | 3 – 17 (2 – 8) | 5' Jan Nederhand 0-1, 15' Wout Heinen 0-2, 18' J. Weide 1-2, 19' Ries van Maarschalkerweerd 1-3, Ries van Maarschalkerweerd 1-4, J. Groothedde 2-4, 25' Pasman (e.d.) 2-5, Wout Heinen 2-6, Wout Heinen 2-7, Wout Heinen 2-8, 60' Wout Heinen 2-9, Jan Nederhand 2-10, Wout Heinen 2-11, Wout Heinen 2-12, Hans van Eeden 2-13, Hans van Eeden 2-14, Ries van Maarschalkerweerd 2-15, J. Groothedde 3-15, Henk Vreekamp 3-16, Wout Heinen 3-17 |
| 19 augustus 1956 | SC Doesburg – AGOVV         | 2 – 7 (2 – 3)  | 2' Hartjes 1-0, 6' Hartemink 2-0, 24' Henk Olthof 2-1, 40' Mais Hanskamp 2-2, 42' Sietze de Vries 2-3, 50' Mais Hanskamp 2-4, 65' Mais Hanskamp 2-5, 66' Mais Hanskamp 2-6, 68' Bertus Wasmus 2-7 |
| 19 augustus 1956 | Quick '20 – Oldenzaal       | 0 – 2 (0 – 0)  | 65' Gerrit de Leeuw 0-1, 89' Henk van Amelsfoort 0-2 |
| 19 augustus 1956 | Rigtersbleek – Phenix       | 2 – 3 (2 – 1)  | 10' Nijhof 0-1, 30' Jan Albers 1-1, 35' Jan Oude Engberink 2-1, 70' Nijhof 2-2, 80' Nieuwenhuis 2-3 |
| 19 augustus 1956 | Tubantia – AZC              | 7 – 0 (3 – 0)  | Wim Assink 1-0, Hubert 2-0, Lambert Toren 3-0, Jacky Jurissen 4-0, Wim Assink 5-0, Timo Broersma 6-0, Hubert 7-0 |
| 19 augustus 1956 | Vitesse – AWC               | 6 – 2 (5 – 1)  | Eltjo Veentjer 1-0, Theo Borsten 1-1, 20' Piet van Es 2-1, 22' Ad van Lent 3-1, 26' Eltjo Veentjer 4-1, Jan Schatorjé 5-1, Theo Borsten 5-2, 83' Eltjo Veentjer 6-2 |
| 19 augustus 1956 | WAVV – Elinkwijk            | 1 – 7 (0 – 3)  | 2' Wim de Jongh 0-1, 11' Evert-Jan Vonk 0-2, 35' Eef Westers 0-3, 63' Evert-Jan Vonk 0-4, 70' Hannes Hellegering (pen) 1-4, 73' Evert-Jan Vonk 1-5, 83' Jan Klein 1-6, 89' Wim de Jongh 1-7 |
| 19 augustus 1956 | WVC – Rheden                | 4 – 5 (4 – 1)  | 9' Polak 1-0, Liet 2-0, Reessink 3-0, Ribbink 4-0, Wim Zinnemers (pen) 4-1, Ben Zweers 4-2, Bosveld 4-3, Bosveld 4-4, Bosveld 4-5 |
| 19 augustus 1956 | Zeist – Veenendaal          | 6 – 1 (3 – 1)  | 12' Jan Kolkman 1-0, 17' Jan Outshoven 2-0, Cees Heikamp 2-1, Chris Bouman 3-1, Jan Outshoven 4-1, Henk de Zoete (pen) 5-1, Chris Bouman 6-1 |
| 19 augustus 1956 | Zuid Arnhem – De Graafschap | 3 – 7 (0 – 2)  | 41' Dick Faber 0-1, Jan Bovenius 0-2, 48' Pauke Meijers 0-3, Wolf 1-3, 53' Wolf 2-3, Bennie Sluiter 2-4, Bennie Sluiter 2-5, Bennie Sluiter 2-6, de Man 3-6, Gerrit Selderhuis 2-7 |
| 26 augustus 1956 | Heracles – Hengelo          | 3 – 0 (1 – 0)  | Benny Haghuis 1-0, 55' Herman Vrielink 2-0, 80' Jacob Edel 3-0 |
| 26 augustus 1956 | Wageningen – SCH            | 2 – 3 (1 – 1)  | 18' Frans Plamont 0-1, 44' Charley van de Weerd 1-1, 60' Wooninck 1-2, 70' Charley van de Weerd 2-2, 90' Johnny Klaassen 2-3 |

De op 26.08.1956 gespeelde wedstrijd Wageningen-SCH is in de 60e minuut bij de stand 1-2 gestaakt wegens ongeregeldheden op het veld.
De resterende 30 minuten zijn uitgespeeld op 14.10.1956

### District zuid 1
| Datum            | Wedstrijd             | Uitslag        | Scoreverloop |
| ---------------- | --------------------- | -------------- | --- |
| 19 augustus 1956 | Baardwijk – PSV       | 0 – 4 (0 – 2)  | 38' Jan Verhulst 0-1, 38' Jos van der Vleuten 0-2, Jos van der Vleuten 0-3, 80' Jos van der Vleuten 0-4 |
| 19 augustus 1956 | Baronie – Alliance    | 2 – 1 (0 – 0)  | 75' van Aalsum 1-0, 78' Adri Aarts 1-1, van Aalsum 2-1 |
| 19 augustus 1956 | Gemert – Eindhoven    | 1 – 9 (1 – 3)  | 15' Toon Feijen 0-1, 28' Jan Sanders 0-2, 30' Toon Feijen 0-3, Hans van Wetten 1-3, 50' Dick Snoek 1-4, Wim Lubse 1-5, 75' 1-6, 77' Huub Tielens 1-7, 80' Jan Sanders 1-8, 90' 1-9                                          |
| 19 augustus 1956 | RAC – LONGA           | 2 – 1 (1 – 1)  | 10' Marie van Noye 1-0, Tiny Broers 1-1, 80' P. Peerden (pen) 2-1 |
| 19 augustus 1956 | RBC – Roosendaal      | 7 – 0 (3 – 0)  | Doelpunten: Kees Vermunt 2x, Piet Bruijninckx 2x, Adri Roks 2x, Onbekend |
| 19 augustus 1956 | RPC – NOAD            | 2 – 3 (1 – 3)  | 30' ? 1-0, 40' Jo Maas 1-1, Sjef de Kuijer 1-2, Gerrit Verreijt 1-3, 80' ? 2-3 |
| 19 augustus 1956 | TOP – LEW             | 4 – 2 ( – )    | |
| 19 augustus 1956 | VES '35 – DOSKO       | 2 – 2 (2 – 0)  | Jan de Wild 1-0, Wim de Veth 2-0, ? 2-1, ? 2-2 |
| 19 augustus 1956 | Wilhelmina – Bladella | 2 – 1 (1 – 0)  | 29' Ben van der Plas 1-0, 62' Harrie Bierens 1-1, 75' Ben van der Plas 2-1 |
| 26 augustus 1956 | DESK – NAC            | 2 – 10 (0 – 6) | Louis Overbeeke 0-1, Louis Overbeeke 0-2, ? 0-3, Chabot (e.d.) 0-4, Leo Canjels 0-5, Janus Broeders 0-6, Willy Damen 1-6, ? 1-7, ? 1-8, ? 1-9, A van Gool 2-9, Leo Canjels (pen) 2-10                                       |
| 26 augustus 1956 | Willem II – RKDVC     | 6 – 4 (3 – 2)  | 12' Coy Koopal 1-0, 33' Ad Smolders 2-0, 34' Jo de Wijs 2-1, 35' Jan van Roessel 3-1, 44' Tini van de Hoven 3-2, 67' Jo de Wijs 3-3, 68' Coy Koopal 4-3, 75' Jo de Wijs 4-4, Jan van Roessel (pen) 5-4, Jan van Roessel 6-4 |

### District zuid 2
| Datum            | Wedstrijd                    | Uitslag       | Scoreverloop |
| ---------------- | ---------------------------- | ------------- | --- |
| 19 augustus 1956 | Heer – Sittardia             | 0 – 2 (0 – 0) | 85' Gerard (Sjeer) Gruisen 0-1, 87' Bert Ehlen 0-2 |
| 19 augustus 1956 | Helmondia ’55 – Venray       | 4 – 0 (1 – 0) | 19' Hennie Hollink 1-0, 55' Noud Jetten 2-0, 62' Noud Jetten 3-0, 63' Harry Kornuyt 4-0                                                                                                |
| 19 augustus 1956 | Limburgia – Waubach          | 3 – 1 (2 – 0) | 21' Gradus Hansen 1-0, Cor Brom 2-0, 51' v.d.Kar 2-1, 85' Gradus Hansen 3-1 |
| 19 augustus 1956 | MVV – RKVVL                  | 7 – 1 (4 – 0) | 1' Toon Couwenbergh 1-0, 12' Frans Rutten 2-0, 35' Frans Rutten 3-0, Frans Rutten 4-0, 51' Sjerke Pluymaeckers 4-1, 65' Jeu van Bun (pen) 5-1, Gerrie Reijnders 6-1, Albert Ummels 7-1 |
| 19 augustus 1956 | VVV – SC Irene               | 1 – 0 (0 – 0) | 55' Leo Snijders 1-0 |
| 19 augustus 1956 | Wittenhorst – Helmond        | 1 – 3 (1 – 1) | 25' Ad Koolen 0-1, Piet van den Heuvel 1-1, 60' Jan van Leeuwen 1-2, 80' Theo Spierings 1-3                                                                                            |
| 23 augustus 1956 | Fortuna '54 – Maurits        | 4 – 1 (3 – 1) | Chris Smits 0-1, 13' Bart Carlier 1-1, 30' Bram Appel 2-1, Bart Carlier 3-1, 60' Wim Huis 4-1                                                                                          |
| 26 augustus 1956 | Roda Sport – Miranda         | 7 – 3 (3 – 1) | Bob Jongen 1-0, Paul Nillessen 2-0, Toon Ederveen 3-0, Boeb Becholtz 3-1, Toon Ederveen 4-1, Bob Jongen 5-1, Paul Nillessen 6-1, Vincken 6-2, van Wersch 6-3, Bob Jongen 7-3           |
| 26 augustus 1956 | Simpelveldse Boys – Rapid JC | 0 – 5 (0 – 1) | 8' Johan Adang 0-1, 48' Huub Janssen 0-2, Huub Janssen 0-3, Johan Adang 0-4, Noud van Melis 0-5                                                                                        |
| 26 augustus 1956 | De Valk – IVO                | 2 – 2 (2 – 1) | 5' Aerdts 0-1, 7' v.d.Palm 1-1, 40' Mesman 2-1, 55' Jan Duyf 2-2 |

## Tweede ronde
| Datum             | Wedstrijd                 | Uitslag        | Scoreverloop |
| ----------------- | ------------------------- | -------------- | --- |
| 8 september 1956  | ZFC – Stichtse Boys       | 6 – 3 (1 – 3)  | 12' Wim van 't Kaar 1-0, Huizinga 1-1, Bok 2-1, Johan Bok 3-1, Van Hekeren (pen) 3-2, Johan Bok 4-2, Lou de Graaf 5-2, Jan Roos 6-2, Boekhout 6-3 |
| 16 september 1956 | ADO – Blauw Zwart         | 11 – 1 (2 – 1) | 3' Carol Schuurman 1-0, 10' Carol Schuurman 2-0, 34' Noordervliet 2-1, 48' Mathijs (Mick) Clavan, 50' Theo Timmermans, 57' Lex Rijnvis, 58' Lex Rijnvis, 69' Roel Timmer, 70' Roel Timmer, 73' Mathijs (Mick) Clavan, 89' Roel Timmer, ?                    |
| 16 september 1956 | Ajax – Stormvogels        | 3 – 2 (2 – 2)  | 16' Jan Snoeks 0-1, 21' Wim Bleijenberg 1-1, 34' Willy Schmidt 2-1, 39' Toon de Boer 2-2, 81' Wim Bleijenberg 3-2 |
| 16 september 1956 | Amsterdam – DWV           | 5 – 1 (1 – 0)  | 14' Han Tolmeijer (pen) 1-0, 53' Jos Vonhof 2-0, Cees Kick 3-0, Jos Vonhof 4-0, Leen Corbran 5-0, 83' Gerrit Homan 5-1 |
| 15 september 1956 | Archipel – Hermes DVS     | 1 – 2 (1 – 1)  | 17' Meij 1-0, 17' Cock van der Tuijn 1-1, Bep Zaal 1-2 |
| 16 september 1956 | BNC – GVAV                | 0 – 4 (0 – 3)  | 3' Heiko Wolda 0-1, 13' Heiko Wolda 0-2, 35' Alie Kruger 0-3, 55' Rikkert La Crois 0-4 |
| 16 september 1956 | D.F.C. – EBOH             | 3 – 0 ( – 0)   | |
| 16 september 1956 | DOSKO – NAC               | 2 – 3 ( – )    | Jan van Hoogenhuizen 0-1, Leo Canjels 0-2, Leo Canjels 0-3, ? 1-3, ? 2-3 |
| 16 september 1956 | Elinkwijk – Zeist         | 2 – 1 (2 – 0)  | Wim de Jongh 1-0, Evert-Jan Vonk 2-0, 51' Wim Manschot 2-1 |
| 16 september 1956 | Feijenoord – ONA          | 7 – 2 (4 – 0)  | Aad Bak 1-0, Wim de Kreek 2-0, Coen Moulijn 3-0, Daan den Bleijker 4-0, Henk Schouten 5-0, 48' Aad Bak 6-0, Nico Koster 6-1, Nico Koster 6-2, Henk Schouten 7-2                                                                                             |
| 16 september 1956 | Helmondia ’55 – Willem II | 5 – 1 (2 – 0)  | 30' André Roosenburg 1-0, 35' André Roosenburg 2-0, 81' Piet de Jong 2-1, 83' André Roosenburg 3-1, 85' Hennie Hollink 4-1, 88' Alfred Deissenroth 5-1 |
| 16 september 1956 | Heracles – AGOVV          | 3 – 2 (2 – 1)  | 8' Herman Vrielink 1-0, 15' Bertus Wasmus 1-1, 35' Sietze de Vries (e.d.) 2-1, 47' Herman Vrielink 3-1, Mais Hanskamp (pen) 3-2 |
| 16 september 1956 | IVO – Eindhoven           | 2 – 6 (2 – 3)  | 2' Aerdts 1-0, 15' Tun Steegh 2-0, 25' Toon Feijen 2-1, 28' Jan Louwers 2-2, 43' Frans Tebak 2-3, 65' Dick Snoek 2-4, 67' Toon Feijen 2-5, 89' Jan Sanders 2-6                                                                                              |
| 16 september 1956 | MVV – Rapid JC            | 0 – 2 (0 – 2)  | 10' Hub Bisschops 0-1, 17' Noud van Melis 0-2 |
| 16 september 1956 | Nieuw Buinen – Leeuwarden | 0 – 13 (0 – 2) | André Hofman 0-1, André Hofman 0-2, André Hofman (pen) 0-3, Jaap van Oosten 0-4, Jaap van Oosten (pen) 0-5, Jan Hoekema 0-6, Jan Hoekema 0-7, Jan Hoekema 0-8, Follie Burema 0-9, Jan Hoekema 0-10, Jan Hoekema 0-11, Jitse de Groot 0-12, Jan Hoekema 0-13 |
| 16 september 1956 | Phenix – Tubantia         | 1 – 3 (1 – 2)  | 20' J. van Geldrop 0-1, 35' Jan ter Beek 1-1, Spin (e.d.) 1-2, 50' Wim Perik 1-3 |
| 16 september 1956 | PSV – Helmond             | 5 – 1 (1 – 0)  | 12' Jan van den Heuvel 1-0, 57' Jan van den Heuvel 2-0, 65' Toon Brusselers 3-0, 70' Coen Dillen 4-0, 75' Jan van Leeuwen 4-1, 76' Jan van den Heuvel 5-1                                                                                                   |
| 16 september 1956 | Sittardia – Roda Sport    | 0 – 1 (0 – 0)  | 51' Bob Jongen 0-1 |
| 16 september 1956 | SVV – Excelsior           | 3 – 0 (1 – 0)  | 12' Jo Maltha 1-0, 62' Jan Huntink 2-0, 83' Gerrit van Pelt (pen) 3-0 |
| 16 september 1956 | Veendam – Nicator         | 5 – 1 (3 – 0)  | 25' Piet Jager 1-0, Klaas van der Berg 2-0, Piet Jager 3-0, 50' Henk Efdé 3-1, Klaas van der Berg 4-1, 88' Jan van der Berg 5-1 |
| 16 september 1956 | Velocitas – Be Quick      | 3 – 3 (2 – 1)  | 7' Jenne Smit 0-1, Evert Drommel 1-1, Klaas van der Veen 2-1, Klaas van der Veen 3-1, 75' Jenne Smit (pen) 3-2, 80' Jenne Smit 3-3 |
| 16 september 1956 | Vitesse – Rheden          | 1 – 3 (0 – 2)  | 30' Ben Zweers 0-1, 32' Ben Zweers 0-2, 68' Ad van Lent 1-2, 81' Ben Zweers 1-3 |
| 16 september 1956 | Volendam – Blauw-Wit      | 5 – 4 (2 – 2)  | 19' Herman Koers 0-1, 21' Dick Tol 1-1, 31' Harmen Veerman 2-1, Herman Koers 2-2, Piet Koekebakker 2-3, Herman Koers 2-4, Dick Tol 3-4, Thames Tol 4-4, 75' Dick Tol 5-4                                                                                    |
| 16 september 1956 | VSV – De Volewijckers     | 3 – 1 (0 – 1)  | Herman Gongrijp 0-1, Arie de Oude 1-1, Arie de Oude 2-1, Arie de Oude 3-1 |
| 16 september 1956 | VVV – TOP                 | 3 – 1 (0 – 0)  | 65' Herman Teeuwen 1-0, 70' Piet Gubbels (e.d.) 1-1, 74' Jozef Theuws 2-1, 90' Hans Sleven 3-1 |
| 16 september 1956 | Wilhelmina – HVC          | 1 – 2 (0 – 2)  | Wout Heinen 0-1, 30' Willy Boerboom 0-2, Jan Wierikx (pen) 1-2 |
| 16 september 1956 | Xerxes – Sparta           | 3 – 4 (1 – 0)  | Rinus Terlouw (e.d.) 1-0, 47' Peet Geel 1-1, Peet Geel 1-2, 67' Ad Verhoeven 1-3, 75' Arie Molenbeek 2-3, Lou Benningshof 2-4, Arie Molenbeek 3-4 |
| 23 september 1956 | Heerenveen – Oldenzaal    | 1 – 2 (0 – 1)  | 3' Gerrit de Leeuw 0-1, 47' Aaldrik Engels 1-1, 57' Toon Valks 1-2 |
| 10 oktober 1956   | RAC – RBC                 | 0 – 1 (0 – )   | |
| 13 oktober 1956   | 't Gooi – KFC             | 3 – 1 (2 – 0)  | Ab Hooyer 1-0, Cees van Wilpen 2-0, Ab Hooyer 3-0, 78' Dries Mul (pen) 3-1 |
| 13 oktober 1956   | UVS – SHS                 | 2 – 2 (0 – 0)  | 57' Wout Zuidgeest 0-1, 75' Jan Verkuijlen 1-1, 76' Arie de Wit 1-2, 83' Jacques van Leeuwen (pen) 2-2 |
| 14 oktober 1956   | Haarlem – Alkmaar '54     | 0 – 1 (0 – 1)  | 30' Klaas (Kip) Smit 0-1 |
| 3 november 1956   | Baronie – NOAD            | 1 – 1 (0 – 0)  | 88' Jan Meijer 0-1, 89' Piet Kas 1-1 |
| 4 november 1956   | SCH – De Graafschap       | 1 – 2 (1 – 2)  | 7' Dick Faber 0-1, 13' Frans Plamont 1-1, 38' Bennie Sluiter 1-2 |
| 4 december 1956   | Limburgia – Fortuna '54   | 1 – 2 (0 – 1)  | Wim Huis 0-1, Leo Cox 1-1, Henk Angenent 1-2 |

De op 23 september 1956 gespeelde wedstrijd Heerenveen – Oldenzaal heeft een dubbele functie. Deze wedstrijd geldt zowel voor de competitie als voor de KNVB Beker.

## Tussenronde
| Datum            | Wedstrijd                 | Uitslag       | Scoreverloop |
| ---------------- | ------------------------- | ------------- | --- |
| 13 oktober 1956  | NAC – Rapid JC            | 5 – 1 (3 – 0) | 2' Leo Canjels 1-0, 23' Jan van Hoogenhuizen 2-0, 30' Louis Overbeeke 3-0, 65' Vaessen 3-1, 85' Leo Canjels (pen) 4-1, 89' Leo Canjels 5-1 |
| 14 oktober 1956  | Volendam – Ajax           | 4 – 2 (2 – 0) | 24' Dick Tol 1-0, 40' Bruin (Joep) Steur 2-0, 61' Piet Ouderland 2-1, Thames Tol 3-1, 75' Dick Tol 4-1, 84' Wim Bleijenberg 4-2            |
| 26 december 1956 | De Graafschap – Oldenzaal | 1 – 2 (0 – 1) | 15' Ton Pierik 0-1, 75' Nico van Triest 0-2, 76' Dick Faber 1-2                                                                            |

## Derde ronde
| Datum            | Wedstrijd                 | Uitslag       | Scoreverloop |
| ---------------- | ------------------------- | ------------- | --- |
| 26 december 1956 | ADO – Volendam            | 3 – 2 (2 – 0) | 15' Jan Verhoek 1-0, 31' Mathijs (Mick) Clavan 2-0, 48' Jaap (Jut) Smit 2-1, 60' Dick Tol 2-2, 75' Lex Rijnvis 3-2                                                           |
| 26 december 1956 | Amsterdam – VSV           | 2 – 0 (1 – 0) | 32' Aad Baselaar 1-0, 70' Jos Vonhof 2-0 |
| 26 december 1956 | D.F.C. – Feijenoord       | 2 – 6 (1 – 2) | 39' Toon Meerman 0-1, 40' Coen Moulijn 0-2, 45' Bas Joossen 1-2, 53' Cor van der Gijp 1-3, 60' Toon Meerman 1-4, 62' Toon Meerman 1-5, Hans de Vos 2-5, 75' Toon Meerman 2-6 |
| 26 december 1956 | Elinkwijk – Be Quick      | 1 – 2 (1 – 2) | 16' Piet de Boer 0-1, 32' Kees van der Leij 0-2, Wim de Jongh 1-2 |
| 26 december 1956 | Fortuna '54 – Roda Sport  | 7 – 0 (5 – 0) | 7' Jean Munsters 1-0, 12' Henk Angenent 2-0, 27' Henk Angenent 3-0, 37' Bart Carlier 4-0, André Ravestijn 5-0, 67' Bram Appel 6-0, 72' Bram Appel 7-0                        |
| 26 december 1956 | 't Gooi – Heracles        | 2 – 0 (2 – 0) | Cees Houtveen 1-0, Cees Houtveen 2-0 |
| 26 december 1956 | GVAV – Veendam            | 0 – 1 (0 – 0) | 60' Mattheus Korte 0-1 |
| 26 december 1956 | Helmondia '55 – Eindhoven | 2 – 1 (1 – 1) | 2' Dick Snoek 0-1, 7' Hennie Hollink 1-1, 48' Noud Jetten 2-1 |
| 26 december 1956 | HVC – Tubantia            | 2 – 1 (1 – 0) | 1' Ries van Maarschalkerweerd 1-0, 75' Martin Philips 1-1, 90' Henk Vreekamp 2-1                                                                                             |
| 26 december 1956 | Leeuwarden – Alkmaar '54  | 2 – 0 (1 – 0) | 11' André Hofman 1-0, 87' André Hofman 2-0 |
| 26 december 1956 | NAC – Hermes DVS          | 2 – 3 (2 – 2) | 20' Jan van Hoogenhuizen 1-0, 31' Louis Overbeeke 2-0, 33' Cock van der Tuijn 2-1, 45' Frans van der Burg 2-2, 48' Jan van der Gevel 2-3                                     |
| 26 december 1956 | NOAD – Rheden             | 0 – 0         | |
| 26 december 1956 | PSV – RBC                 | 0 – 1 (0 – 0) | 85' Theo Laseroms 0-1 |
| 26 december 1956 | SVV – SHS                 | 1 – 2 (0 – 1) | 35' Cock Clavan 0-1, 70' Cock Clavan 0-2, 85' Jan Huntink 1-2 |
| 26 december 1956 | ZFC – Sparta              | 2 – 1 (1 – 0) | 6' Rudi Michel 1-0, 84' Dirk Kuijper (e.d.) 1-1, 89' Lou de Graaf 2-1 |
| 1 januari 1957   | Oldenzaal – VVV           | 0 – 4 (0 – 2) | 20' Frans de Bruin 0-1, 40' Faas Wilkes 0-2, 60' Jozef Theuws 0-3, 78' Jozef Theuws 0-4                                                                                      |

## Vierde ronde
| Datum        | Wedstrijd                   | Uitslag       | Scoreverloop |
| ------------ | --------------------------- | ------------- | --- |
| 3 maart 1957 | 't Gooi – Amsterdam         | 0 – 0         | |
| 3 maart 1957 | Helmondia '55 – Fortuna '54 | 3 – 4 (2 – 2) | 5' Bart Carlier 0-1, 11' Bram Appel 0-2, 18' Harry Kornuyt 1-2, 24' Hennie Hollink 2-2, 52' Hennie Hollink 3-2, 80' Henk Angenent 3-3, 89' Henk Angenent 3-4 |
| 3 maart 1957 | Hermes DVS – Feijenoord     | 2 – 2 (1 – 1) | 43' Gerard Kerkum (pen) 0-1, 45' Wim van Zuijlekom 1-1, 68' Henk Schouten 1-2, 70' Cock van der Tuijn (pen) 2-2                                              |
| 3 maart 1957 | Leeuwarden – RBC            | 2 – 0 (2 – 0) | 30' Jaap van Oosten 1-0, 37' Jan Hoekema 2-0 |
| 3 maart 1957 | Rheden – ADO                | 2 – 4 (1 – 0) | 25' Joop Donderwinkel 1-0, 55' Theo Timmermans 1-1, 70' Ap Bosveld 2-1, 80' Theo Timmermans 2-2, 85' Lex Rijnvis 2-3, 90' Mathijs (Mick) Clavan 2-4          |
| 3 maart 1957 | SHS – Be Quick              | 4 – 2 (2 – 1) | 18' Piet Dekker 1-0, 20' Jan Fabels 1-1, 30' Piet Grootveld 2-1, 67' Wim van Dalsum 2-2, 78' Jan van Geen 3-2, 90' Cock Clavan 4-2                           |
| 3 maart 1957 | Veendam – HVC               | 1 – 2 (1 – 1) | 10' Jan Nederhand 0-1, 20' Sietze de Jong 1-1, 80' Jan Nederhand 1-2                                                                                         |
| 3 maart 1957 | VVV – ZFC                   | 6 – 1 (2 – 0) | 27' Faas Wilkes (pen) 1-0, 34' Faas Wilkes 2-0, 47' Lou de Graaf 2-1, 48' Hans Sleven 3-1, 59' Hans Sleven 4-1, 70' Faas Wilkes 5-1, 90' Hans Sleven 6-1     |

Replay
| Datum         | Wedstrijd               | Uitslag       | Scoreverloop |
| ------------- | ----------------------- | ------------- | --- |
| 10 april 1957 | Amsterdam – 't Gooi     | 3 – 2 (1 – 1) | 39' Ben Weenink 1-0, 41' Cees Houtveen 1-1, 84' Cees Houtveen 1-2, 85' Loek Feijen 2-2, 88' Han Tolmeijer 3-2                                |
| 10 april 1957 | Feijenoord – Hermes DVS | 5 – 1 (2 – 1) | 11' Wim van Zuijlekom 0-1, 15' Cor van der Gijp 1-1, 32' Toon Meerman 2-1, 52' Henk Schouten 3-1, 67' Toon Meerman 4-1, 87' Toon Meerman 5-1 |

## Kwartfinales
VV Leeuwarden was de eerste club uit de Tweede Divisie die de kwartfinale haalde.
| Datum         | Wedstrijd         | Uitslag       | Scoreverloop |
| ------------- | ----------------- | ------------- | --- |
| 17 april 1957 | ADO – Amsterdam   | 0 – 0         | |
| 24 april 1957 | SHS – Fortuna '54 | 2 – 3 (2 – 1) | 28' Bart Carlier 0-1, 35' Jan van Geen 1-1, 40' Jan van Geen (pen) 2-1, 65' Wim Huis 2-2, 86' Henk Angenent 2-3                                                 |
| 30 april 1957 | HVC – Leeuwarden  | 3 – 1 (2 – 0) | 15' Wout Heinen 1-0, 28' Ries van Maarschalkerweerd 2-0, 70' Ries van Maarschalkerweerd 3-0, 87' André Hofman (pen) 3-1                                         |
| 8 mei 1957    | VVV – Feijenoord  | 1 – 6 (1 – 2) | 2' Cor van der Gijp 0-1, 12' Hay Lamberts 1-1, 38' Toon Meerman 1-2, 50' Toon Meerman 1-3, 55' Toon Meerman 1-4, 56' Toon Meerman 1-5, 58' Cor van der Gijp 1-6 |

1e Replay
| Datum         | Wedstrijd       | Uitslag                    | Scoreverloop                                          |
| ------------- | --------------- | -------------------------- | ----------------------------------------------------- |
| 25 april 1957 | Amsterdam – ADO | 1 – 1 n.v. (1 – 1) (0 – 0) | 85' Jan van der Meer (e.d.) 1-0, 89' Harry Vreken 1-1 |

2e Replay
| Datum      | Wedstrijd       | Uitslag       | Scoreverloop |
| ---------- | --------------- | ------------- | --- |
| 8 mei 1957 | ADO – Amsterdam | 4 – 3 (3 – 1) | 20' Jos Vonhof 0-1, 26' Lex Rijnvis 1-1, 40' Carol Schuurman 2-1, 43' Lex Rijnvis 3-1, 70' Loek Feijen 3-2, 70' Lex Rijnvis 4-2, 85' Jos Vonhof 4-3 |

## Halve finales
| Datum        | Wedstrijd         | Uitslag                    | Scoreverloop |
| ------------ | ----------------- | -------------------------- | --- |
| 30 mei 1957  | ADO – Fortuna '54 | 1 – 2 n.v. (1 – 1) (1 – 1) | 5' Harry Custers 0-1, 20' Carol Schuurman 1-1, 107' Bram Appel 1-2 |
| 10 juni 1957 | Feijenoord – HVC  | 8 – 1 (5 – 1)              | 14' Toon Meerman 1-0, 15' Toon Meerman 2-0, 20' Wout Heinen 2-1, 22' Toon Meerman (pen) 3-1, 30' Toon Meerman 4-1, 40' Cor van der Gijp 5-1, 50' Henk Schouten 6-1, 75' Toon Meerman (pen) 7-1, 85' Coen Moulijn 8-1 |

## Finale
|                                |                                            |               |                                   |                                                                                   |
| 16 juni 1957 Finale KNVB Beker | Fortuna '54                                | 4 – 2 (1 – 2) | Feijenoord                        | Stadion Feijenoord, Rotterdam Toeschouwers: 35.000 Scheidsrechter: Jan Bronkhorst |
| 16 juni 1957 Finale KNVB Beker | Bram Appel 14', 79', 80' Henk Angenent 75' |               | 3' Henk Schouten 44' Toon Meerman | Stadion Feijenoord, Rotterdam Toeschouwers: 35.000 Scheidsrechter: Jan Bronkhorst |

| Fortuna '54         |  |                  |
|                     |  |                  |
| DM                  |  | Frans de Munck   |
|                     |  | Wim Dormans      |
|                     |  | Guus Rabuda      |
|                     |  | Jan Notermans    |
|                     |  | Cor van der Hart |
|                     |  | Jean Munsters    |
|                     |  | Henk Angenent    |
|                     |  | Arie Pieneman    |
|                     |  | Bram Appel       |
|                     |  | André Ravestijn  |
|                     |  | Bart Carlier     |
| Trainer:            |  |                  |
| Friedrich Donenfeld |  |                  |

| Feijenoord        |  |                  |                           |
|                   |  |                  |                           |
| DM                |  | Bram Panman      |                           |
|                   |  | Nico Roodbergen  |                           |
|                   |  | Jan Brilleman    |                           |
|                   |  | Piet Steenbergen |                           |
|                   |  | Cor Veldhoen     |                           |
|                   |  | Riny van Woerden |                           |
|                   |  | Toon Meerman     |                           |
|                   |  | Aad Bak          |                           |
|                   |  | Cor van der Gijp |                           |
|                   |  | Henk Schouten    |                           |
|                   |  | Coen Moulijn     | Werd van het veld gehaald |
| Wisselspeler:     |  |                  |                           |
|                   |  | Wim de Kreek     | Werd in het veld gebracht |
| Trainer:          |  |                  |                           |
| Jaap van der Leck |  |                  |                           |

| KNVB Beker 1956/57       |
| ------------------------ |
| Fortuna '54 Eerste titel |

Seizoenen: 1898/99 · 1899/00 · 1900/01 · 1901/02 · 1902/03 · 1903/04 · 1904/05 · 1905/06 · 1906/07 · 1907/08 · 1908/09 · 1909/10 · 1910/11 · 1911/12 · 1912/13 · 1913/14 · 1914/15 · 1915/16 · 1916/17 · 1917/18 · 1918/19 · 1919/20 · 1920/21 · 1921/22 · 1922/23 · 1923/24 · 1925 · 1925/26 · 1926/27 · 1927/28 · 1928/29 · 1929/30 · 1930/31 · 1931/32 · 1932/33 · 1933/34 · 1934/35 · 1935/36 · 1936/37 · 1937/38 · 1938/39 · 1939/40 · 1940/41 · 1941/42 · 1942/43 · 1943/44 · 1944/45 · 1945/46 · 1946/47 · 1947/48 · 1948/49 · 1949/50 · 1950/51 · 1951/52 · 1952/53 · 1953/54 · 1954/55 · 1955/56 · 1956/57 · 1957/58 · 1958/59 · 1959/60 · 1960/61 · 1961/62 · 1962/63 · 1963/64 · 1964/65 · 1965/66 · 1966/67 · 1967/68 · 1968/69 · 1969/70 · 1970/71 · 1971/72 · 1972/73 · 1973/74 · 1974/75 · 1975/76 · 1976/77 · 1977/78 · 1978/79 · 1979/80 · 1980/81 · 1981/82 · 1982/83 · 1983/84 · 1984/85 · 1985/86 · 1986/87 · 1987/88 · 1988/89 · 1989/90 · 1990/91 · 1991/92 · 1992/93 · 1993/94 · 1994/95 · 1995/96 · 1996/97 · 1997/98 · 1998/99 · 1999/00 · 2000/01 · 2001/02 · 2002/03 · 2003/04 · 2004/05 · 2005/06 · 2006/07 · 2007/08 · 2008/09 · 2009/10 · 2010/11 · 2011/12 · 2012/13 · 2013/14 · 2014/15 · 2015/16 · 2016/17 · 2017/18 · 2018/19 · 2019/20 · 2020/21 · 2021/22 · 2022/23 · 2023/24 · 2024/25 · 2025/26
Finales: 2013 · 2014 · 2015 · 2016 · 2017 · 2018 · 2019 · 2020 · 2021 · 2022 · 2023 · 2024 · 2025
Nederland: Eredivisie · Eerste divisie · Tweede divisie · Derde divisie/Topklasse · KNVB Beker
Europa: Champions League · Europa Cup I · Europa Cup II · Europa League · UEFA Cup · Jaarbeursstedenbeker · Intertoto Cup